# Emilia Butler, Condessa de Ossory
Emilia Butler, também conhecida como Amelia (nascida Emilia van Nassau-Beverweerd; (Haia, 4 de março de 1635 — Londres, 12 de dezembro de 1688) foi uma nobre neerlandesa. Ela foi condessa de Ossory pelo seu casamento com Thomas Butler, 6.º Conde de Ossory.

## Família
Emilia foi a primeira filha de Luís de Nassau-Beverweerd e da condessa Isabella de Hornes. Os seus avós paternos eram Maurício, Príncipe de Orange, e sua amante, Margaretha van Mechelen.
Ela teve vários irmãos e meio-irmãos, entre eles: Henrique de Nassau-Auverquerque, casado com Frances van Aerssen van Sommelsdijck; Maurício Luís I, senhor de LaLecq e Beverweerd; Guilherme Adriano I, senhor de Odijk, Kortgene, Zeist e Driebergen; Elisabeth, esposa de Henry Bennet, 1.º Conde de Arlington, e Wilhelmina, esposa de Albert van Ruytenburgh

## Biografia
Aos 24 anos de idade, Emilia casou-se com o então Thomas Butler, visconde Thurles, de 25 anos, no dia 17 de novembro de 1659, em 's-Hertogenbosch. Ele era filho de James Butler, 1.º Duque de Ormond e de Elizabeth Preston, Baronesa Dingwall.
O casal teve cinco filhos, três meninas e dois meninos. Após a sucessão de Thomas, ela tornou-se condessa de Ossory, em 8 de agosto de 1662.
Logo após sua chegada a Londres, Emilia foi apresentada à rainha Catarina de Bragança, esposa de Carlos II de Inglaterra, e foi apontada sua dama de companhia no Palácio de Hampton Court. Em agosto de 1662, ela serviu a rainha quando ela conheceu pela primeira vez a sua sogra, Henriqueta Maria de França, no Palácio de Greenwich.
Em 1665, durante o surto da peste bubônica, a condessa acompanhou a rainha e a sua comitiva que refugiaram-se em Hampton Court, e posteriormente, em Oxford. Em junho de 1670, Emilia esteve presente durante a despedida da princesa Henriqueta Ana da Inglaterra, a duquesa de Orleães, em sua última visita, em Dover, que ali estava para a negociação do Tratado Secreto de Dover.
No ano de 1678, numa época de várias conspirações contra a rainha Catarina e outro católicos proeminentes, a condessa de Ossory e outras damas da corte foram consideradas suspeitas de serem papistas secretas.
Seu marido faleceu em 30 de julho de 1680, sem, no entanto, ter sucedido ao pai como duque de Ormond.
O serviço da condessa na corte durou por mais de 20 anos, até a sua aposentadoria seguindo a morte do rei Carlos II, em 1685.
Emilia faleceu aos 53 anos de idade, em 12 de dezembro de 1688, e foi enterrada ao lado de Thomas, na Capela Mariana de Henrique VII na Abadia de Westminster. Em 1717, Elizabeth, sua primogênita, foi sepultada ao lado dos pais.

## Descendência
- Elizabeth Butler (1660 – 5 de julho de 1717), foi esposa de William Stanley, 9.º Conde de Derby, com quem teve três filhos;
- Henrietta Butler (m. 11 de outubro de 1724), foi esposa de Henry de Nassau d'Auverquerque, 1.º Conde de Grantham, com quem teve cinco filhos;
- Amelia Butler (m. 1760), não se casou e nem teve filhos. Ela herdou os estados de seu irmão;
- Jaime Butler, 2.º Duque de Ormonde (29 de abril de 1665 – 16 de novembro de 1745), sucessor do avô. Foi primeiro casado com Anne Hyde, com quem teve uma filha, e depois foi marido de Mary Somerset, com quem teve duas filhas;
- Carlos Butler, 1.º Conde de Arran (29 de agosto de 1671 - 17 de dezembro de 1758), sucessor do irmão. Foi marido de Elizabeth Crew. Sem descendência.